# Yellapur
Yellapur é uma panchayat (vila) no distrito de Uttara Kannada, no estado indiano de Karnataka.

## Geografia
Yellapur está localizada a 14° 58′ N, 74° 43′ L. Tem uma altitude média de 541 metros (1774 pés).

## Demografia
Segundo o censo de 2001, Yellapur tinha uma população de 17 938 habitantes. Os indivíduos do sexo masculino constituem 51% da população e os do sexo feminino 49%. Yellapur tem uma taxa de literacia de 73%, superior à média nacional de 59,5%: a literacia no sexo masculino é de 79% e no sexo feminino é de 68%. Em Yellapur, 12% da população está abaixo dos 6 anos de idade.